# Юука
Юука (фін. Juuka, швед. Juga) — громада на сході Фінляндії, в провінції Північна Карелія. Населення становить 5436 осіб (на 31 січня 2012 року); площа — 1 846,57 км², з яких 344,78 км² зайняті водою. Щільність населення — 3,71 чол/км². Офіційна мова — фінська (рідна для 98,3 % населення).

## Населені пункти
Села громади включають: Ахмоваара, Халіваара, Юука, Каннас, Кайо, Кухнуста, Ларінсаарі, Матара, Нуннанлахті, Пааласмаа, Петроваара, Піхлаяваара, Полвела, Рахоланваара, Тімоваара, Туопанйокі, Вайкко, Віхтасуо, Вуокко.